# 阿什蘭鎮區 (密歇根州)
阿什蘭鎮區（英語：Ashland Township）是位於美國密歇根州紐威哥縣的一個行政鎮區。

## 地方資料
阿什蘭鎮區的面積為91.40平方千米，當中陸地面積為90.40平方千米，而水域面積為1.00平方千米。根據2020年美國人口普查的數據，當地共有人口2764人，而人口密度為每平方千米30.24人。